# Septum interatrial
Le septum interatrial (ou septum interauriculaire) est la cloison qui sépare les atriums droit et gauche du cœur.

## Structure
Le septum interatrial forme est une paroi verticale épaisse de 2 à 4 millimètre entre les deux atriums. Le septum interauriculaire représente la paroi postérieure de l'atrium droit.
Sa partie inférieure et postérieure est fine et translucide issue du septum primum et sa partie supérieure et antérieure plus épaisse et musculaire est issue du septum secondum.
Sur la face droite du septum, une dépression forme la fosse ovale entourée du limbe de la fosse ovale. Cette structure est le vestige du foramen ovale du cœur.

## Vascularisation
Le septum interatrial est vascularisé par le rameau du nœud sinu-atrial de l'artère coronaire droite et les branches septales de l'artère circonflexe gauche.

## Embryologie
Le septum interauriculaire se forme au cours des premier et deuxième mois du développement fœtal. La formation du septum se produit à partir de deux structure : le septum primum et le septum secondum

### Septum primum
La première étape est le développement du septum primum, un morceau de tissu en forme de croissant formant le séparateur initial entre les oreillettes droite et gauche.Il n'obstrue pas complètement l'espace entre les oreillettes gauche et droite en laissant une ouverture appelée ostium primum. Au cours du développement fœtal, cette ouverture permet de dériver le sang de l’oreillette droite vers la gauche.
À mesure que le septum primum se développe, l’ostium primum se rétrécit progressivement. Avant que l'ostium primum ne soit complètement obstrué, une deuxième ouverture appelée ostium secondum commence à se former dans le septum primum. L'ostium secondum permet le shuntage continu du sang de l'oreillette droite vers la gauche.

### Septum secondum
À droite du septum primum, le septum secondum commence à se former. Cette structure épaisse et musculaire prend initialement la même forme de croissant que le septum primum, sauf qu'elle prend naissance antérieurement, tandis que le septum primum prend naissance postérieurement. À mesure que le septum secundum se développe, il laisse une petite ouverture appelée foramen ovale. Le foramen ovale est continu avec l'ostium secundum, permettant ainsi une dérivation sanguine continue.
L'ostium secondum s'agrandit progressivement et la taille du septum primum diminue. Finalement, le septum primum n’est plus qu’un petit lambeau qui recouvre le foramen ovale sur son côté gauche. Ce lambeau de tissu est appelé la valvule du foramen ovale. cette valve s'ouvre et se ferme en réponse aux gradients de pression entre les oreillettes gauche et droite. Lorsque la pression est plus élevée dans l'oreillette droite, la valve s'ouvre ; lorsque la pression est plus élevée dans l'oreillette gauche, la valve se ferme. Étant donné que les poumons ne sont pas fonctionnels pendant la vie fœtale, la pression dans la circulation pulmonaire est supérieure à celle de la circulation systémique. Par conséquent, l’oreillette droite est généralement soumise à des pressions plus élevées que l’oreillette gauche et la valve du foramen ovale est normalement ouverte.

### À la naissance
À la naissance, il se produit une inversion du gradient de pression entre les oreillettes, entraînant la fermeture fonctionnelle de la valvule du foramen ovale. La fermeture anatomique permanente du foramen ovale se termine chez les nourrissons.

## Aspect clinique

### Communication interatriale
L'échec de la fermeture du foramen ovale entraîne la persistance du foramen ovale. C'est une malformation cardiaque relativement courante qui survient lorsque le septum interauriculaire ne se développe pas correctement.
Le plus fréquemment, c'est le résultat de la persistance de l'ostium secondum.
Mais elle peut être le résultat d'un échec de la fusion du septum primum avec le septum secondum. Il est fréquemment observé dans le syndrome de Down. Les enfants nés avec ce défaut peuvent être asymptomatiques. Cependant, avec le temps, l'hypertension pulmonaire et l’hypertrophie du côté droit du cœur qui en résulte entraîneront une inversion de ce shunt. Cette inversion est appelée syndrome d’Eisenmenger.

### Hypertrophie septale auriculaire lipomateuse
L'hypertrophie septale auriculaire lipomateuse (LASH) est un dépôt de graisse dans les replis du septum interatrial. Sa forme est celle d'un « haltère » car le dépôt est localisé au-dessus et au-dessous de la fosse ovale, épargnant la fosse elle-même. L’incidence du LASH augmente avec l’âge et l’obésité. Au scanner, on observe une masse homogène en forme d'haltère qui ne se rehausse pas au niveau du septum interauriculaire. L'IRM montre l'extension de la masse dans le septum interventriculaire et la paroi ventriculaire.